# Emphania ranomafanae
Emphania ranomafanae är en skalbaggsart som beskrevs av Ahrens och Fabrizi 2008. Emphania ranomafanae ingår i släktet Emphania och familjen Melolonthidae. Inga underarter finns listade i Catalogue of Life.